# ورچند
ورچند یک روستا در ایران است که در استان مرکزی واقع شده و قدمتی بالا دارد که در قدیم الایام این روستا طبق شواهد اطراف روستا دژ (قلعه) بوده است این روستا در دهستان علیشار قرار دارد. ورچند ۱۱۷ نفر جمعیت دارد.در قدیم بوسیله دیوارهای بلند که چهار برج دیدبانی داشته محصور می شد.عمده درآمد مردم روستا از کشت دیم گندم و دامداری است.